# فریزر (کلرادو)
فریزر (به انگلیسی: Fraser) شهری در ایالت کلرادو کشور ایالات متحده آمریکا است که جمعیت آن در سرشماری سال ۲۰۱۰ میلادی، ۱٬۲۲۴ نفر بوده‌است.